# Mansfield (Massachusetts)
Pour les articles homonymes, voir Mansfield.
Mansfield est une ville du Comté de Bristol dans l’État du Massachusetts.
Elle a été incorporée en 1775.
Sa population était de 23 860 habitants en 2020.